# Agua de vida
Para el término aplicado a un licor o aguardiente véase Aqua vitae.
En la saga de Dune del escritor Frank Herbert, el Agua de la vida es una droga que se encuentra en el planeta Arrakis. Se considera iluminante. Es la exhalación de líquido biliar del gusano de arena al momento de su muerte por agua (ahogamiento). En su estado puro es veneno para cualquier persona, salvo para las Reverendas madres, cuyo grado justamente está en función de su capacidad de metabolizar el Agua de la vida y transformarla para hacerla consumible a otros en un ritual llamado "agonía de la especia", destinado a desbloquear la memoria genética. 
El Agua de la vida cambiada es un narcótico que se emplea en los "sietch" fremen.
Paul Atreides bebió el Agua de la vida para cumplir con su destino como Kwisatz Haderach. Más tarde, durante la transformación de Arrakis que se llevó a cabo en el reinado de Leto II, el Dios Emperador, como no había ya gusanos de arena, el Agua de la vida fue sustituida por la esencia de especia en los rituales Bene Gesserit y Fremen.
- Datos: Q2879022